# Roy Schoeman
Roy H. Schoeman (* 1951 in New York, USA) ist ein zur katholischen Kirche konvertierter Jude und Autor. Aufgrund seiner Glaubensentscheidung gab er eine Karriere im wirtschaftswissenschaftlichen Bereich auf und widmet sich nun der christlichen Mission.

## Leben
Roy Schoemans jüdische Eltern flohen aus dem nationalsozialistischen Deutschland nach New York, wo er geboren wurde und aufwuchs. Seine jüdische Bildung empfing er von prominenten orthodoxen Rabbinern wie Arthur Hertzberg und Arthur Green, der das größte rabbinische College der USA leitete. Auch der charismatische chassidische Rabbiner Shlomo Carlebach beeinflusste ihn.
Er studierte am Massachusetts Institute of Technology (M.I.T.) und an der Harvard Business School, wo er ein M.B.A. magna cum laude erhielt und Dozent für Marketing wurde. Im Nachhinein beschreibt er seine Kindheit und Jugend als sehr religiös, doch ließ er diesen Glauben im Zuge seiner Karriere hinter sich. Weiterhin erzählt er von einem zunehmenden Gefühl der Sinnlosigkeit trotz des Erfolges. Seine Hinwendung zum Christentum schreibt er Erscheinungen der Jungfrau Maria zu. Zu seinen christlichen Lehrern zählt er den Kartäuserpater Marcellin Theeuwes.
Heute hält er Vorträge und tritt als Konferenzsprecher und in Fernsehshows im christlichen Bereich auf.

## Religiöse Thesen
In seinem Werk Das Heil kommt von den Juden hat Schoeman ausführlich seine Sicht über die Rolle des Judentums in der christlichen Heilsgeschichte dargelegt, wobei er im Christentum die Vollendung des Judentums sieht und daher Juden in die Kirche einladen möchte, wobei sie als Judenchristen weiterhin Teile der jüdischen Kultur pflegen könnten.

„Jeder Jude, der Jesus nicht akzeptiert, hat die wahre Rolle des Judentums in der Heilsgeschichte nicht begriffen.“

Im Holocaust vermutet er diabolischen Einfluss und erwägt die Deutung, dass dieses Leid die bevorstehende Wiederkunft Christi (Parusie) sühnend vorbereite. Außerdem zeichnet er den Einfluss nationalsozialistischer Gedanken auf arabische Herrscher nach und warnt vor dem Einfluss des muslimischen Antisemitismus.

## Kritik
Schoemans Aussagen zur Judenmission wurden von verschiedenen Seiten kritisiert. Die katholische Kirche betreibt seit dem Zweiten Vatikanischen Konzil offiziell keine Judenmission mehr, weswegen vatikanische Dokumente zum Judentum, z. B. von der Päpstlichen Bibelkommission, Das jüdische Volk und seine heilige Schrift in der christlichen Bibel (2001), von einem eigenständigen, bleibenden Wert des Judentums sprechen.
Großes Lob kam hingegen von dem US-amerikanischen Kardinal Raymond Leo Burke:

„Roy Schoeman’s work, Honey from the Rock illuminates the essential link between the Jewish faith and Catholicism through the lives of those who were born into the Jewish faith and have come to know the fulfillment of their faith in Christ and His Catholic Church. […] Honey from the Rock illustrates in a most concrete way the truth expounded so well by Roy Schoeman in his earlier work, Salvation is from the Jews, which I also wholeheartedly recommend.“

Zwar sind Schoemans Aussagen philosemitisch, doch wurde er auch jüdischerseits für seine Vereinnahmung des Judentums kritisiert.

## Publikationen
- Role of Judaism in salvation history, Steubenville, Ohio: Franciscan University of Steubenville, 2004
- Salvation Is from the Jews, Ignatius Press, 2004, ISBN 0-89870-975-X, deutsch: Das Heil kommt von den Juden. Gottes Plan für sein Volk (Augsburg 2007)
Rezension von Markus Himmelbauer: Neue Agenda: Judenmission? (Koordinierungsausschuss für christlich-jüdische Zusammenarbeit) (Memento vom 29. Oktober 2007 im Internet Archive)
- Honey from the Rock. Sixteen Jews Find the Sweetness of Christ, Ignatius Press, 2007, ISBN 1-58617-115-1
- Judaism: from the Catholic perspective, London: Catholic Truth Society, 2008, ISBN 978-1-86082-426-5